# Zachariaspolder 3e deel
De Zachariaspolder 3e deel is een polder tussen Biervliet en Hoofdplaat, behorende tot de Polders rond Biervliet.
De polder werd ingedijkt in 1776, tegelijk met de Wilhelminapolder. Dit deel behoorde echter tot de Generaliteitslanden, terwijl de Wilhelminapolder door de Staten van Zeeland werd bestuurd, want deze was gewonnen uit de Westerschelde, die als Zeeuws gebied werd beschouwd (zie ook de Hoofdplaatpolder over dit "grensconflict"). Aldus werd dit poldertje, 30 ha groot, een zelfstandige bestuurlijke eenheid.
De Zachariaspolder 3e deel bevindt zich tussen de Bosdijk, de Hogewegdijk en de 3e Zachariasweg.